# باولو (بلدية)
باولو هي بلدية إيطالية يبلغ عدد سكانها 11,111 نسمة في مدينة ميلانو الكبرى في لومباردي، وتقع على بعد حوالي 10 كيلومترات شرق العاصمة لومباردي. وهي واحدة من 61 بلدية في منطقة جنوب ميلانو الزراعية. تقع البلدية على الحدود بين مقاطعتي ميلانو ولودي، وتربطها بها علاقات تاريخية وثقافية واقتصادية.
حصلت البلدية على لقب المدينة في عام 2009 من قبل رئيس الجمهورية الإيطالية جورجيو نابوليتانو.

## الجغرافيا الطبيعية

### إِقليم

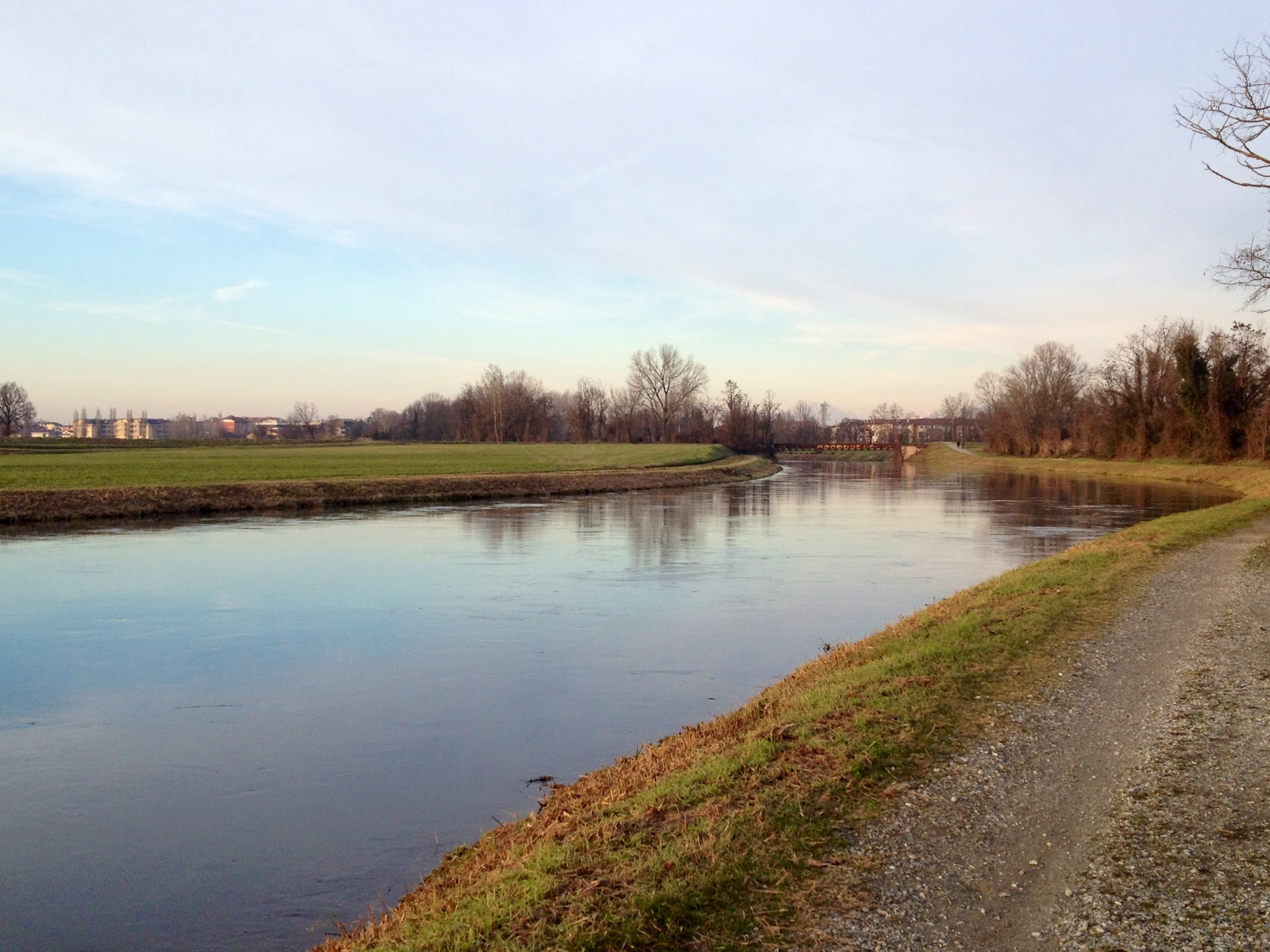
قناة Muzza خارج باولو

على الرغم من أن أراضي مدينة ميلانو الكبرى هي من بين المناطق الأكثر كثافة سكانية وتحضرًا، إلا أن ما يقرب من 40٪ منها يتكون من مناطق محمية كمتنزهات. تقع حديقة جنوب ميلان الزراعية في بلدية باولو.
تتمتع البلدية بوظيفة تجارية بشكل رئيسي، حيث توجد العديد من الشركات والمصانع والشركات الصغيرة في منطقة باولو. يعد طريق بوليسي، الذي يأخذ اسمه من باولو، طريقًا مهمًا وشريانًا أساسيًا يربط ميلانو بمنطقة كريمونا.
المنطقة المسطحة تمامًا وغنية بالمجاري المائية التي تزيد من إنتاجيتها من خلال ري الأرض بكثرة، تقدم شكلًا هندسيًا منتظمًا للغاية، مع اختلافات غير ذات صلة في قياس الارتفاع.

### مناخ
استنادًا إلى المتوسط المرجعي لمدة ثلاثين عامًا (1971 - 2000) لمحطة الأرصاد الجوية في ميلانو ليناتي، الواقعة على بعد أقل من 10 كم. يبلغ متوسط درجة الحرارة في أبرد شهر يناير+2.5 درجة مئوية، في حين يبلغ متوسط درجة الحرارةفي شهر يوليو الذي يعتبر أكثر شهر سخونةً +23.6 درجة مئوية. في المتوسط هناك 57 يومًا من الصقيع سنويًا و31 يومًا سنويًا مع درجة حرارة قصوى تساوي أو تزيد عن 30 درجة مئوية. في السنوات الثلاثين التي تم فحصها، كانت قيم درجات الحرارة القصوى +37.2 درجة مئوية في يوليو 1983، وكانت -14.4 درجة مئوية في يناير 1985.
ويبلغ متوسط هطول الأمطار السنوي 920 مم، في المتوسط موزعة على 82 يومًا، مع حد أدنى نسبي في الشتاء، وأقصى حد في الخريف، وأقصى حد ثانوي في الربيع لإجمالي التراكمات الموسمية.
يبلغ متوسط الرطوبة النسبية السنوية 75.5% بحد أدنى 70% في شهري مارس ويوليو وأقصى حد 84% في ديسمبر. في المتوسط هناك 93 يومًا في السنة تتخللها نوبات ضبابية.

## أصل الإسم
اسم باولو مشتق من الكلمة اللاتينية (palus) وتعني مستنقع، والتي أصبحت بمرور الوقت pa(d)ulo (باولو). يشير أصل الاسم هذا إلى حقيقة أن المدينة بنيت بالقرب من مستنقع جففه البينديكتين.

## تاريخ

### الأصول
ترتبط أصول المدينة بوجود بحيرة أو بحر جيروندو الذي يتكون من نهري أدا وسيريو. بحيرة جيروندو مذكورة أيضًا في وثائق العصور الوسطى حتى اختفت بعد العديد من أعمال استصلاح الأراضي. يعود تاريخ أولى المستوطنات المأهولة في إقليم باولو إلى القرن السادس قبل الميلا، عندما استقر سكان إنسوبريس، وهم من أصل سلتيك، في هذه المناطق، بعد أن جذبتهم الموارد المائية الهائلة. ترك الغال علامات مهمة على مرورهم، بما في ذلك الأسماء الجغرافية المختلفة والاستخدامات والعادات ومصطلحات اللغة المحلية.

### العصر الروماني
ابتداءً من القرن الثالث قبل الميلاد، غزا الرومان إقليم باولو، وقاموا بأعمال استصلاح مهمة أدت إلى تقليص مساحة المستنقعات بشكل كبير. تم تقليص مساحة المستنقعات بشكل كبير وتم توجيه المياه إلى الحفرة موسيا أو موتيا (ربما فرع من أدا)، والتي سميت بهذا الاسم نسبة إلى اسم القاضي الروماني موسيوس الذي أشرف على تنفيذها، ومن هنا قناة مزة المستقبلية. يتجلى الوجود الروماني في العديد من الاكتشافات، بما في ذلك العملات المعدنية من العصر الجمهوري والإمبراطوري، وبعض المقابر بالقرب من مزرعة فيلامبريرا والاكتشافات الأثرية المختلفة.

### العصور الوسطى
بعد سقوط الإمبراطورية الرومانية الغربية، اجتاح إقليم بولس الغزوات والتوغلات البربرية والاضطراب الهيدرولوجي بسبب زيادة هطول الأمطار (القرن السادس إلى السابع). في النصف الثاني من القرن السادس بدأ عهد اللومبارديين الذين استخدموا الممرات المائية في إقليم باولو (آدا ولامبرو) للتجارة. تم طرد اللومبارد من قبل الفرنجة في النصف الثاني من القرن الثامن، إلا أن هيمنة فرنسا استمرت فقط حتى تفكك الإمبراطورية الكارولنجية .
في القرن العاشر، تعرضت أراضي باولو لغزوات المجريين، ولهذا السبب تم بناء القلاع للدفاع عن القرى. في هذه الفترة، تم وضع باولو تحت سلطة رئيس دير سان بيترو في لودي فيكيو. قام البينديكتين بسلسلة من الأعمال لاستعادة المنطقة التي كانت في حالة اضمحلال لعدة قرون. ربما كان البينديكتين أنفسهم مسؤولين عن بناء كنيسة الرعية، التي تم هدمها في الستينيات.
في هذه الحقبة نفسها، وصل الرهبان والراهبات من رتبة هوملياتي إلى المنطقة ويُعتقد أنهم أقاموا في فيلا مونكوكا الحالية وأداروا مستشفى في مزرعة رونكو الحالية حيث تم تبجيل تمثال مادونا القائم الآن في كنيسة صغيرة في ملجأ براتيلو، بنيت بين 1100 و1200.
في النصف الأول من القرن الثاني عشر، تم تنفيذ أحد أهم أعمال الري في أوروبا في العصور الوسطى وهي حفر قناة المزة. خلال العصور الوسطى، خضع باولو لسيادة آل فيسكونتي، ولاحقًا لسيادة آل سفورزا. في القرن الخامس عشر، أمر فرانشيسكو سفورزا ببناء برجين وخندق للدفاع عن قناة الموزة أثناء الحروب مع البندقية.

### العصر الحديث
انتهت سيادة سفورزا في بداية القرن السادس عشر، عندما أصبحت دوقية ميلانو منطقة متنازع عليها بين الإسبان والفرنسيين.
في عام 1540، تم التنازل عن باولو، التي كانت لا تزال جزءًا من ريف لودي وأبرشية لودي، كإقطاعية من قبل اللوردات الإقطاعيين في كاركاسولا لعائلة تاسو في كورنيللو (بيرغامو)، وذلك بفضل الدبلوم الإمبراطوري من تشارلز الخامس. كان لديهم منزلهم فيما يعرف الآن باسم فيكولو كاستيلو. بعد أكثر من خمسين عامًا من الحرب، في عام 1559، أقر سلام كاتو-كامبريسي الهيمنة الإسبانية في إيطاليا. حتى بداية القرن الثامن عشر، ظل باولو، مثل أراضي دوقية ميلانو القديمة، تحت حكومة التاج الإسباني. ولكن في القرن الثامن عشر، أدت أزمة الأسرة الحاكمة الإسبانية إلى حرب الخلافة، التي شاركت فيها القوى الأوروبية الكبرى. ومع معاهدة أوترخت (1713)، انتقلت الأراضي الإيطالية التي كانت حتى ذلك الحين في أيدي الأسبان إلى النمساويين.
في هذا العصر، كان القصر البريتوري يقع فيما يعرف الآن بساحة ماركوني، حيث كانت تعقد المحاكمات وكانت النواة المأهولة مكونة من ثلاثة مباني متجمعة حول الكنيسة. وتضمنت المباني، بالإضافة إلى المنزل، إسطبلات وأقفاص دجاج وحظائر خنازير وأفران ومتاجر، كما كانت ملحقة بها حدائق وأفنية.
لم تنقطع حكومة هابسبورغ إلا في نهاية القرن الثامن عشر، مع نزول الجيش الفرنسي بقيادة نابليون بونابرت إلى إيطاليا. أصبح باولو، في البداية، جزءًا من جمهورية كيسالبين وبعد ذلك من مملكة إيطاليا. تم تخصيص المدينة لقسم ألتو بو، منطقة لودي، كانتون باولو. تم تجميع غاردينو وميرلينو وتريبيانو وفيلامبريرا في البلدية وأصبحت مستقلة مرة أخرى مع إنشاء مملكة لومباردي فينيتو. تم تجميع فيلامبريرا بشكل نهائي في عام 1841.

### العصر المعاصر
في عام 1848 اندلعت موجة من الانتفاضات الثورية في جميع أنحاء أوروبا، كما ساهم باولو بنشاط في تمرد ميلانو لمدة خمسة أيام، مع حوالي أربعين متطوعًا، ضد حكومة هابسبورغ. هزم النمساويون المتمردين تحت بورتا توسا وطاردوهم إلى جسر موزة، ودمروا حواجزهم الدفاعية.
انتهى الاحتلال النمساوي بحرب الاستقلال الإيطالية الثانية، والتي بفضلها أصبح باولو جزءًا من مملكة إيطاليا التي أنشأها البييمونتيون. كان النشاط الاقتصادي في البلاد زراعيًا في الغالب، وكانت الأمية لا تزال منتشرة على نطاق واسع.
من عام 1832 إلى عام 1862، كان إنريكو مولاشي، المعروف باسم "إل باربابيدانا"، أعظم راوي القصص اللومباردي في القرن التاسع عشر، حاضرًا في المدينة.
في عام 1879، وصل المعلم فرانشيسكو كازولاني إلى باولو وشجع على انتشار التعليم الابتدائي. في عام 1897 تم افتتاح أول مدرسة حضانة ومصلى للنساء. ومنذ عام 1902، عهدت الحضانة إلى بنات مريم معونة المسيحيين، الراهبات اللاتي أدرن الحضانة التي تحمل الاسم نفسه حتى عام 2010 . في هذه الفترة كان عدد سكان باولو حوالي 2 250 نسمة.

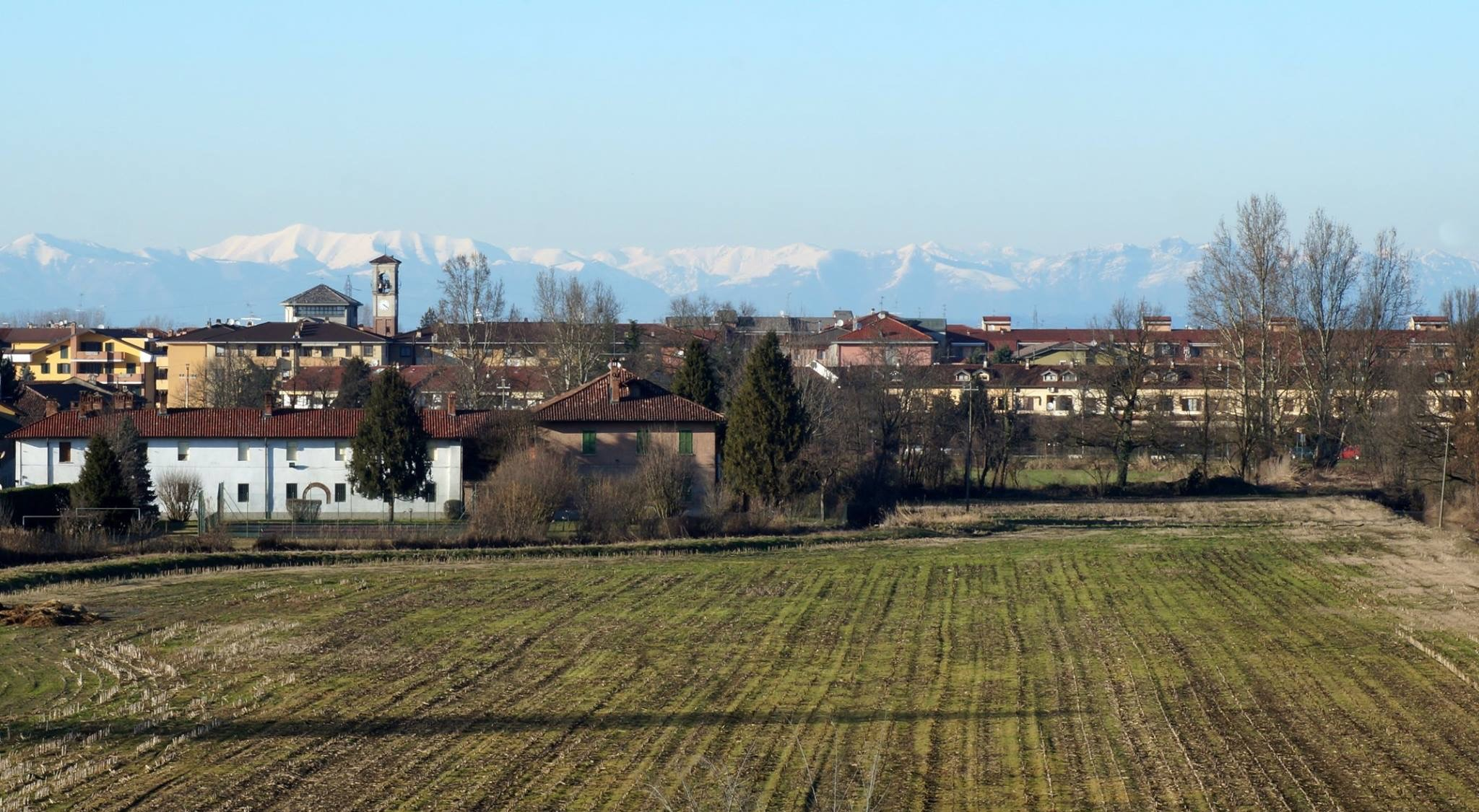
منظر لباولو من ريف كوساجو

أظهر تعداد عام 1931 أن عدد السكان يبلغ 2,707 نسمة. وبدلاً من ذلك بلغ عددها في عام 1954 3441. في الآونة الأخيرة، كانت باولو موقعًا للاشتباكات بين الفاشيين والحزبيين، وكانت نشطة للغاية في المنطقة، حيث ظهرت شخصيات كارلو كافانا (1923-1944)، وحصل فريق التتابع على وسام الاستحقاق الحزبي. في 25 يوليو 1944 أصابت القنابل التي أسقطتها طائرة تابعة للوفتفافه منزلاً مما أدى إلى مقتل 6 أشخاص.
ظل اقتصاد البلاد مرتبطًا بالنشاط الزراعي لعدة قرون (خاصة زراعة الأرز وتربية الماشية)، بينما بدأ بعد الحرب العالمية الثانية في التحول بفضل تطور النسيج الصناعي. حاليًا، فقدت المدينة إلى حد كبير خصائصها كمدينة زراعية تنتشر فيها بيوت المزارع، وشهدت تحضرًا قويًا منذ الستينيات، وتحولت إلى مركز تجاري، مع بعض المستوطنات الصناعية.
في الستينيات أطلق الشاعر الغنائي والمغني ألبرتو تيستا ألبومًا مخصصًا لباولو بعنوان "ضوء القمر في باولو".
على الرغم من الروابط التاريخية مع منطقة لودي، إلا أنه عندما تم إنشاء مقاطعة لودي (1992)، قررت بلدية باولو عدم أن تكون جزءًا منها، وبذلك تظل آخر بلدية في مدينة ميلانو الكبرى.
في 2 أبريل 2009، صدر مرسوم من رئيس الجمهورية بمنح البلدية لقب المدينة.
في 1 ديسمبر 2022، حصلت بلدية باولو على العلامة الأوروبية للتميز في الحوكمة من مجلس أوروبا، وهي البلدية الوحيدة في جنوب ميلانو ومنطقة لودي، إلى جانب 38 بلدية أخرى في جميع أنحاء إيطاليا 

### الرموز

شعار النبالة لباولو

يتمتع شعار النبالة لباولو بجمال شعاري خاص وإحساس قوي بالحصرية. منحتها الدولة في 30 أبريل 1968 بمرسوم من رئيس الجمهورية.
شعار النبالة البلدي عبارة عن درع مقسم إلى ثلاثة أجزاء: الأول يصور نسرًا أسود متوجًا على حقل ذهبي؛ وفي الجزء الثاني، المقطوع باللونين الأزرق والفضي، تبرز نجمة فضية ذات خمسة أشعة؛ وفي الحقل الثالث، باللون الأحمر، يبرز عمودان ذهبيان.
يُظهر القسم الأول نسرًا (كما هو محدد، وجناحيه ممدودتان ومتجهتان نحو رأس الدرع، أي لأعلى) من أصل حشموني واضح. يعد هذا التمثيل مرجعًا إمبراطوريًا واضحًا ونجده في شعار النبالة لعائلة كاركاسولا (أيضًا في شعار النبالة المتوج) ، أول حامل لإقطاعية باولو. نجد أيضًا النسر الإمبراطوري في شعار النبالة لعائلة تاسو، المالك الثاني لإقطاعية باولو، كما منحها لهم الإمبراطور ماكسيميليان الأول وأكدها الإمبراطور تشارلز الخامس لاحقًا.
القسم الثاني هو إشارة إلى الألوان الشعارية لعائلة تاسو، التي تحمل أيضًا لقب ماركيز باولو. هناك النجمة الخماسية، وهي تمثيل قديم يرمز أيضًا إلى إيطاليا. القسم الثالث، الذي يرى عمودين ذهبيين شعارين على خلفية حمراء. وترتبط النجمة أيضًا رمزيًا بالورود الفضية الموجودة على شعار النبالة للعائلة الإسبانية والتي نجدها في القسم الثاني.
اللافتة عبارة عن قطعة قماش صفراء.

## الآثار والأماكن ذات الأهمية

### العمارة الدينية

#### كنيسة أبرشية القديسين كيريكو وجوليتا

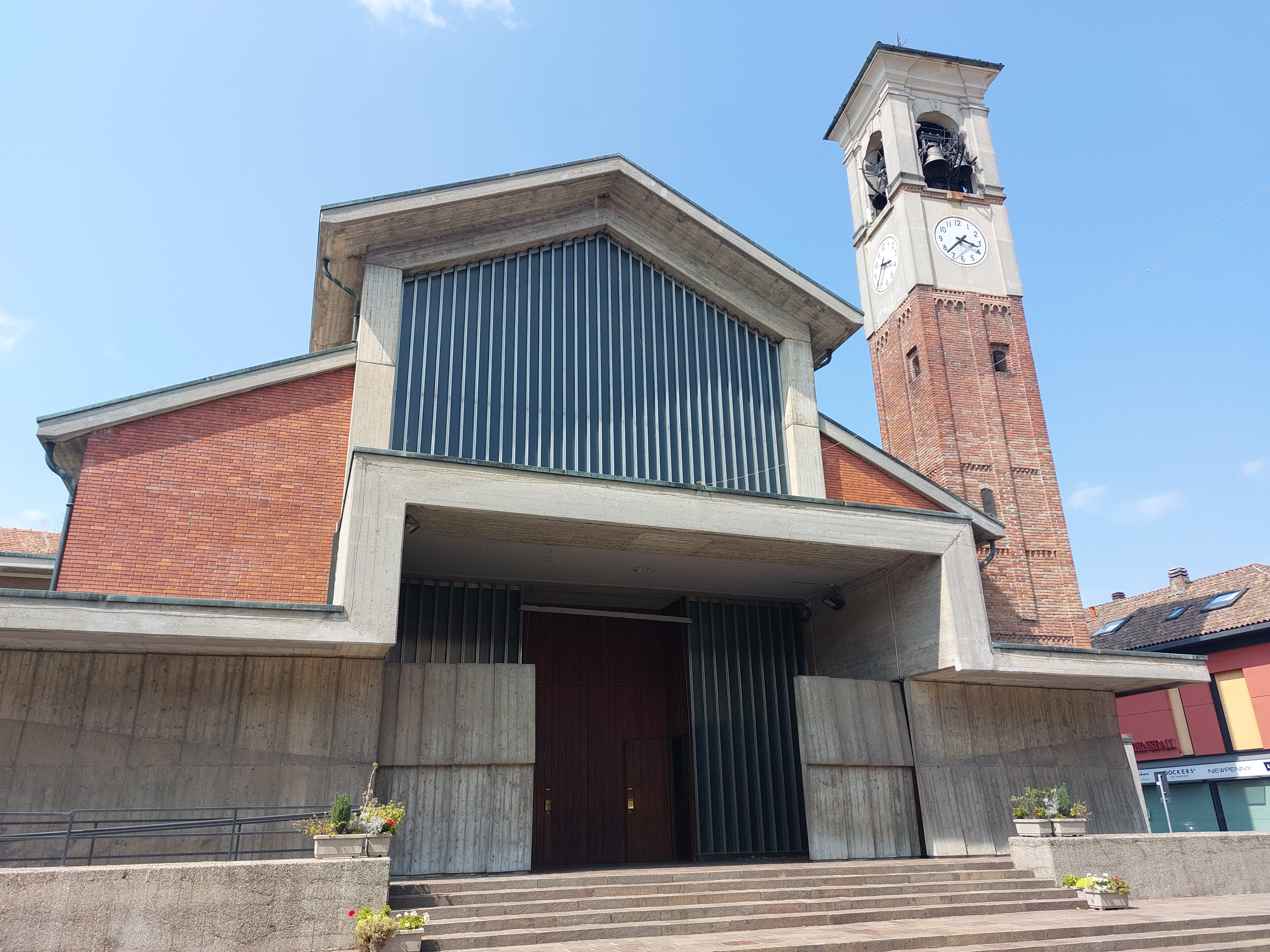
كنيسة أبرشية القديسين كيريكو وجوليتا

تم بناء كنيسة رعية باولو لتحل محل الكنيسة القديمة في ستينيات القرن الماضي، والتي صممها المهندس المعماري جيانكارلو سانتوز. يحتفظ المبنى الحالي فقط باسم كنيسة الرعية القديمة وبرج الجرس المبني على الطراز الرومانسكي بالطوب المكشوف، ويُعتقد أنه في نهاية القرن السابع عشر. تم تكريس كنيسة الرعية الجديدة من قبل أسقف لودي في 21 يونيو 1969 وفي 29 يونيو احتفل كاهن الرعية بالقداس الأول هناك. ربما تم بناء الكنيسة القديمة في القرن الثاني عشر، ولكن خلال القرن التاسع عشر تم تجديدها على الطراز الكلاسيكي الجديد. الأرغن الأنبوبي الذي لا يزال يستخدم حتى اليوم في الاحتفالات، صنعه جيرولامو كاريرا في عام 1844. وهي اليوم في حاجة إلى أعمال ترميم كبيرة.
بقايا صغيرة من القديسين الشفيعين محفوظة في الكنيسة.

#### كنيسة سان تارسيسيو
تم بناء كنيسة سان تارسيسيو في سبعينيات القرن الماضي، كجزء من بناء قرية سكنية، صممها المهندس المعماري جيانفرانكو أندريوني. تم تسميته على اسم الشهيد الشاب في القرن الثالث، سان تارسيسيو، تكريما لأسقف لودي تارسيسيو فينسينزو بينيديتي، الذي تم بناء المصلى الجديد وكنيسة الرعية الجديدة في باولو تحت ولايته. خصوصيتها هي البناء الخرساني المسلح على شكل قبة.

#### ملجأ سانتا ماريا في براتيلو
وفقًا للتقاليد، تم بناء الكنيسة لإحياء ذكرى حدث معجزة كانت فيه راعية صماء بكماء هي بطلة الرواية، والتي استعادت حديثها من خلال الصلاة أمام صورة السيدة مريم المرسومة على الحائط. في بداية القرن الرابع عشر، تم إحضار التمثال الخشبي الذي يصور السيدة مريم والطفل إلى "براتيلو" ووضعه في مكانه فوق المذبح، حيث لا يزال موجودًا. شهد الحرم تجديدًا جذريًا في عام 1749 عندما تم رفع القبة.
في عام 1956 تم إجراء ترميم عام للكنيسة. في مايو 2005 تم تنفيذ ترميم اللوحة الجدارية للسيدة مريم وفي نفس العام اتخذت بلدية باولو خطوات لتجديد أحواض الزهور والنافورة والرصيف أمام الكنيسة، مما أدى إلى إنشاء نفس الامتداد، منطقة خطوة للمشاة.

### العمارة المدنية

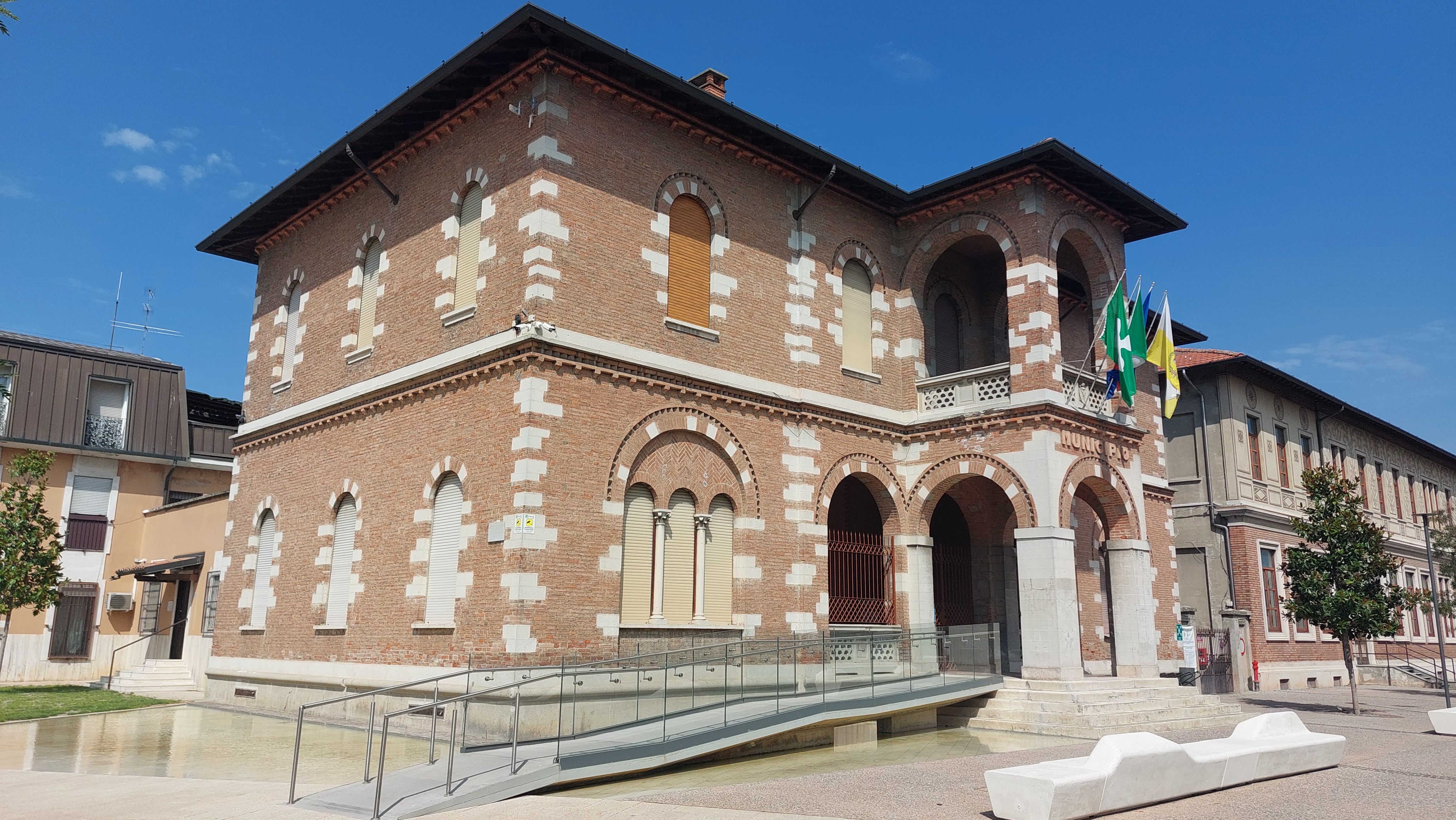
قاعة مدينة باولو

#### فيلا مونكوكا
يعد فيلا مونكوكا أهم مبنى تاريخي في المنطقة البلدية. ولد في الأصل كدير، ثم تحول على مر السنين ليصبح مبنى مخصص لاستضافة العائلات البوليسية التي تواجه صعوبات.

#### مبنى البلدية
يعد المبنى إلى جانب المكتبة القريبة ومدرسة جوزيبي مازيني الابتدائية، أحد أقدم المباني المدنية في المنطقة. يعود تاريخ البناء إلى عام 1908 بينما تم بناء المبنى الموجود داخل الفناء عام 1996. يطل المبنى على ساحة الحرية وعلى شارع مازيني الشارع المركزي في المدينة.

#### مكتبة البلدية
يحتل المبنى، الذي يعود تاريخه إلى عام 1938، الجزء الشمالي من ساحة بيازا ديلا ليبرتا، المجاورة مباشرة لشارع ميلانو. على مر السنين، كانت هناك العديد من التغييرات في الاستخدام المقصود لهذا المبنى، من كازا ديل بوبولو إلى موطن العيادات الطبية المتبادلة ليصبح مكتبة البلدية ومقر المجلس البلدي في نهاية الثمانينات. وهي تحتوي حاليًا على حوالي 35 000 مجلدًا.

#### مدرسةجوزيبي مازينيالابتدائية السابقة
تعد مدرسة جوزيبي مازيني الابتدائية السابقة واحدة من أقدم المباني وأكثرها قيمة في المنطقة البلدية. يعود تاريخها إلى عام 1915، ويحتل موقعًا مركزيًا في المدينة، حيث يقع على طريق مازيني بالقرب من مبنى البلدية.
المبنى هو موضوع مشروع تجديد حضري مهم بتمويل من خطة الإنعاش الوطني والقدرة على الصمود، من أجل تحويله إلى مركز ثقافي واجتماعي مبتكر.

## المجتمع

### المجموعات العرقية والأقليات الأجنبية
وفقًا لإحصائيات المعهد الوطني للإحصاء الإيطالي  فإن اعتبارًا من 1 يناير 2021، بلغ عدد السكان الأجانب المقيمين في البلدية 1,338 شخصًا، أي ما يعادل 12٪ من السكان. الجنسيات الأكثر تمثيلاً بناءً على نسبتها من إجمالي السكان المقيمين هي:
- رومانيا 334
- المغرب 128
- مصر 109
- بيرو 103
- ألبانيا 71
- بلغاريا 65
- سنغال 61
- الإكوادور 57
- مولدافيا 50
- الهند 47

### اللغات واللهجات
في باولو يتم التحدث بلهجة باوليس، وهي لهجة مشابهة لهجة لودي مع ذكريات عن اللهجة الميلانية، وهي إحدى المتغيرات للفرع الغربي أو الإينسوبرياني للغة اللومباردية.

### دِين
غالبية السكان كاثوليكيون. أدت هجرة مواطني الاتحاد الأوروبي وغير الأوروبيين إلى استيطان الأقليات الأرثوذكسية والمسلمة.
على الرغم من وجود باولو في مدينة ميلانو الكبرى، هو جزء من أبرشية لودي. تضم نيابة باولو عشرين أبرشية، ويبلغ عدد سكانها حوالي 33,000 نسمة.

## ثقافة
يوجد في باولو 5 مجمعات مدرسية عامة: مدرسة إعدادية، ومدرستان ابتدائيتان، ومدرسة حضانة ومدرسة حضانة تتبع البلدية. بالإضافة إلى بعض مدارس الحضانة الخاصة.

### مطبخ
حلوى باولو النموذجية هي كعكة تشيارو دي لونا، والتي تدين باسمها لأغنية الشاعر الغنائي والكاتب التلفزيوني ألبرتو تيستا، بتاريخ عام 1962. كان إيتوري باهور مخترع الكعكة، والذي كان في وقت إصدار ألبوم تيستا هو طاهي المعجنات الوحيد في باولو. طلب منه عمدة المدينة آنذاك إعداد حلوى للاحتفال بإطلاق أغنية تيستا في باولو، مع استكمال التوأمة مع موبيج الفرنسي. المكونات الأساسية هي المعجنات القصيرة واللوز والمربى.
في عام 1945 تم اختيار أرز كارنارولي في باولو بواسطة أنجيلو دي فيكي.
المسابقات
يتم تنظيم جائزة Lago Gerundo الأدبية الدولية  ، التي ترعاها منطقة لومباردي، سنويًا من قبل وزارة الثقافة وباولو، بالتعاون مع ناشرين.
المسابقة مفتوحة لجميع الكتاب الإيطاليين والأجانب (المقدمين بالترجمة الإيطالية) حتى أولئك الذين حصلوا بالفعل على جوائز في مسابقات أخرى. تقام المسابقة منذ عام 2002.
ومنذ عام 2017، تقام أيضًا المسابقة الوطنية للرسامين تارانتاسيو، التي تنظمها وزارة الثقافة سنويًا، والتي ولدت من الاتحاد بين الأدب والصورة.

## الجغرافيا الأنثروبولوجية

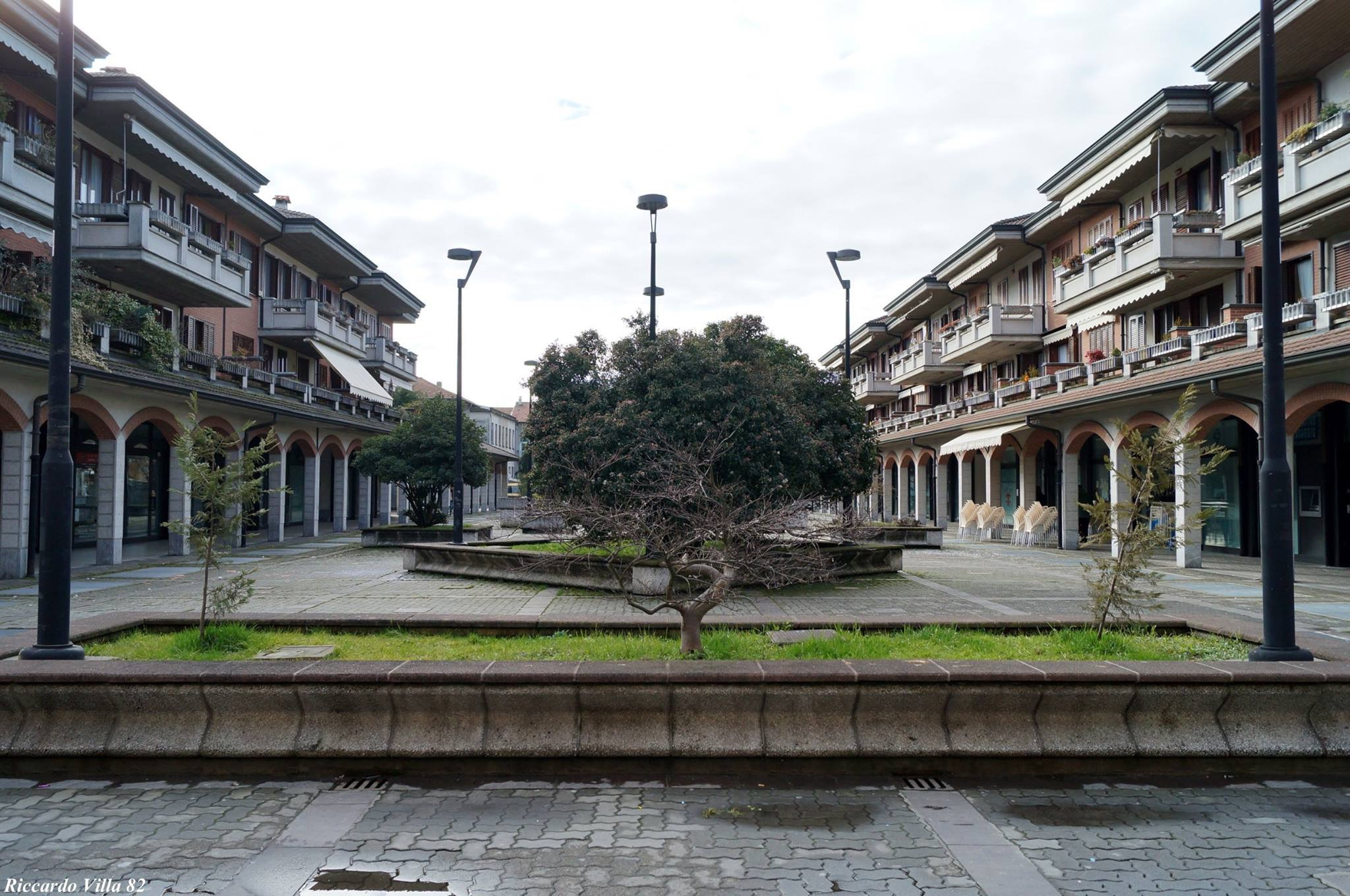
ساحة برلينغير

وفقا للمعهد الوطني للإحصاء الإيطالي، تشمل أراضي البلدية مدينة باولو وبلدة كونتيريكو.

### التخطيط الحضري
يمكن إرجاع شكل الطريق وبالتالي الكتل الحضرية إلى البنية النموذجية للتخطيط الروماني، الذي يحدد منطقة الكاردو (الممتدة في اتجاه الشمال والجنوب، مع شارع فيا ماتيوتي الحالي) والديكومانوس (الممتدة من الشرق إلى الغرب، ربما عبر طريق ميلانو اليوم)، ويرتبط بدوره مباشرة بالطرق الرئيسية لمحوري لودي-بيرغامو وميلانو-كريما.

## اقتصاد

### زراعة
في الاقتصاد المحلي، تستمر الزراعة، التي تمارس بنجاح بفضل الخصائص الملائمة للتربة، في لعب دور مهم: حيث تتم زراعة الحبوب والأعلاف بشكل أساسي، كما تم تطوير تربية الماشية.

### صناعة
يتكون النسيج الصناعي من مصانع الألبان والأدوية والزجاج. يتم دعم هذه من قبل شركات البناء المختلفة. وفي عام 2008 بلغ عدد الشركات المسجلة في البلدية 615 شركة بإجمالي 1817 موظفاً (عام 2005). ومن بين هؤلاء، 69 موظفًا و415 موظفًا ينتمون إلى القطاع الصناعي، و172 لـ304 موظفين في قطاع التجارة، و258 لـ 970 موظفاً في قطاع الخدمات.

## البنية التحتية والنقل

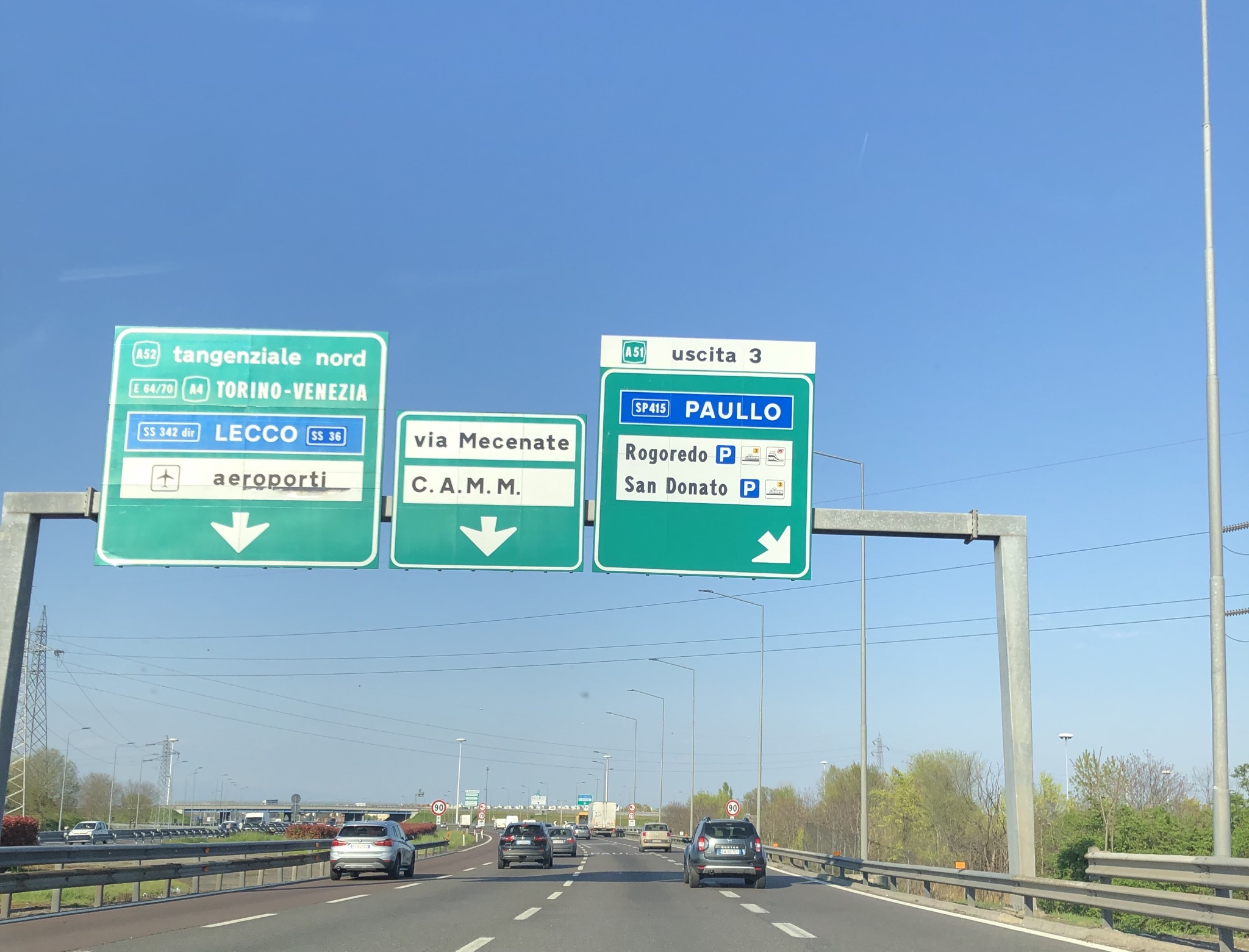
تقاطع باولو على طول الطريق الدائري الشرقي لميلانو.

### الطرق
يخدم البلدية الطريق الدائري الشرقي لميلانو والطريق الدائري الشرقي الخارجي لميلانو عبر كشك رسوم يحمل نفس الاسم.

### التنقل الحضري
يتم تنفيذ النقل الحضري وبين المدن في باولو من خلال خدمات الحافلات المجدولة. وهناك أيضًا خطة لتمديد خط إم 3 لمترو ميلانو بمحطتين في منطقة بولين.

## رياضة
يقع مقر نادي باوليس كالتشيو الذي لعب في البطولات الإقليمية للهواة، ونادي الرجبي جيروندز الذي لعب في الدوري الإيطالي حتى موسم 2015-2016 في البلدية.
كان هناك فريق كرة سلة في باولو، نشط من عام 1969 إلى عام 1981. تم إعادة تأسيسه في عام 1992.